# Ero quadrituberculata
Ero quadrituberculata är en spindelart som beskrevs av Kulczynski 1905. Ero quadrituberculata ingår i släktet Ero och familjen kaparspindlar.
Artens utbredningsområde är Madeira. Inga underarter finns listade i Catalogue of Life.